# Remptendorf
Remptendorf är en kommun och ort i Saale-Orla-Kreis i förbundslandet Thüringen i Tyskland.